# 67
Năm 67 là một năm trong lịch Julius. 